# Albrecht I. (Mecklenburg)
Albrecht I., Herr zu Mecklenburg (* nach 1230; † 15. Mai  oder 17. Mai 1265) war von 1264 bis 1265 Herr (Fürst) von Mecklenburg.
Er war der Sohn von Johann I. und Luitgard von Henneberg (1210–1267), Tochter des Grafen Poppo VII. von Henneberg. Er regierte zusammen mit seinem Bruder Heinrich I. Die Hochzeit mit einer Tochter von Nikolaus I. von Werle ist urkundlich nicht belegt, ebenso die Existenz von Kindern. Albrecht I. wurde in Doberan beerdigt.
Siehe auch: Liste der mecklenburgischen Herzöge und Großherzöge